# The Silos
The Silos – jednostka osadnicza w Stanach Zjednoczonych, w stanie Montana, w hrabstwie Broadwater.